# Sciurognathi
Sous-ordre
Sciurognathi est un sous-ordre de mammifères rongeurs qui comporte entre autres les écureuils, les marmottes et les castors. Ce taxon est diversement reconnu selon les classifications qui lui préfèrent parfois le sous-ordre des Sciuromorpha,,.

## Liste des sous-taxons
Liste des familles et non-classés :
Selon NCBI (1 févr. 2012) :
- famille Anomaluridae
- famille Aplodontidae
- famille Castoridae
- famille Ctenodactylidae
- famille Dipodidae
- famille Geomyidae
- famille Gliridae
- famille Heteromyidae
- non-classé Muroidea
  - famille Calomyscidae
  - famille Cricetidae
  - famille Muridae
  - famille Nesomyidae
  - famille Platacanthomyidae
  - famille Spalacidae
- famille Pedetidae
- famille Sciuridae

Selon Paleobiology Database (1 févr. 2012) :
- Alagomyidae
- Allomyidae
- Anomalomyidae
- Anomaluroidea
- Anomaluromorpha
- Aplodontoidea
- Archetypomyidae
- Castorimorpha
- Castoroidea
- Cricetopidae
- Ctenodactyloidea
- Ctenodactylomorphi
- Ctenohystrica
- Cylindrodontidae
- Geomyoidea
- Gliridae
- Glirimorpha
- Gliroidea
- Ischyromyidae
- Ischyromyoidea
- Laredomyidae
- Megacricetodontidae
- Myodonta
- Paramyidae
- Pedetoidea
- Petauristidae
- Sciuravidae
- Sciuroidea
- Siphneidae
- Spalacoidea
- Theridomyoidea